# Sofiane Bouhdiba
Sofiane Bouhdiba (arabe : سفيان بوحديبة), né le 12 avril 1968 à Tunis, est un démographe tunisien, spécialiste de la mortalité. Il occupe le poste de professeur de démographie au département de sociologie de l'université de Tunis.
Il a enseigné dans de nombreuses universités en Europe, en Afrique et aux États-Unis, et a participé à un grand nombre de conférences internationales sur les thèmes de la mortalité et la morbidité.
Consultant aux Nations unies, il a eu l'occasion d'observer de près l'histoire de la lutte contre les grandes maladies dans le monde. Il a également conduit de nombreuses missions scientifiques et humanitaires dans des zones de guerre en Afrique subsaharienne.

## Biographie
Très jeune, Sofiane Bouhdiba est fortement marqué par deux personnalités scientifiques, dont l'empreinte ressort plus tard dans toute son œuvre. La première est celle de son père, le sociologue Abdelwahab Bouhdiba disparu en 2020, dont il fut l'étudiant et dont il tente de suivre les traces avant même l'obtention de son doctorat. En 2022, il lui dédie un livre, une sorte de biographie romancée, qui est un hommage à sa mémoire. L'autre personnage qui le marque fortement est Antoine de Saint-Exupéry, par sa capacité de mener de front deux vies totalement différentes.
En 1985, Sofiane Bouhdiba obtient un diplôme de gestion à l'Institut des hautes études commerciales de Carthage puis un master de démographie, et en 2008, un doctorat en démographie à la faculté des sciences humaines et sociales de Tunis à la suite de sa thèse intitulée Les dimensions socio-démographiques de la mortalité urbaine en Tunisie. Cette thèse de doctorat, la première centrée sur la problématique de la mortalité en Tunisie, obtient les félicitations du jury et fait l'objet d'une publication par le Centre de publication universitaire. Dans sa thèse, Sofiane Bouhdiba développe des modèles mathématiques complexes permettant de calculer l'espérance de vie à tous les âges, en occultant la mortalité violente.
Ses travaux scientifiques ultérieurs sur la mortalité lui valent de nombreux prix internationaux, en particulier le Prix Knowledge Cities, décerné par la ville d'Istanbul (Turquie) le 19 novembre 2008, et le Prix Top Performer, décerné par Global Integrity (en) dans le cadre du programme Africa Integrity Indicators en novembre 2013, puis à nouveau en mars 2015 et en juin 2016.

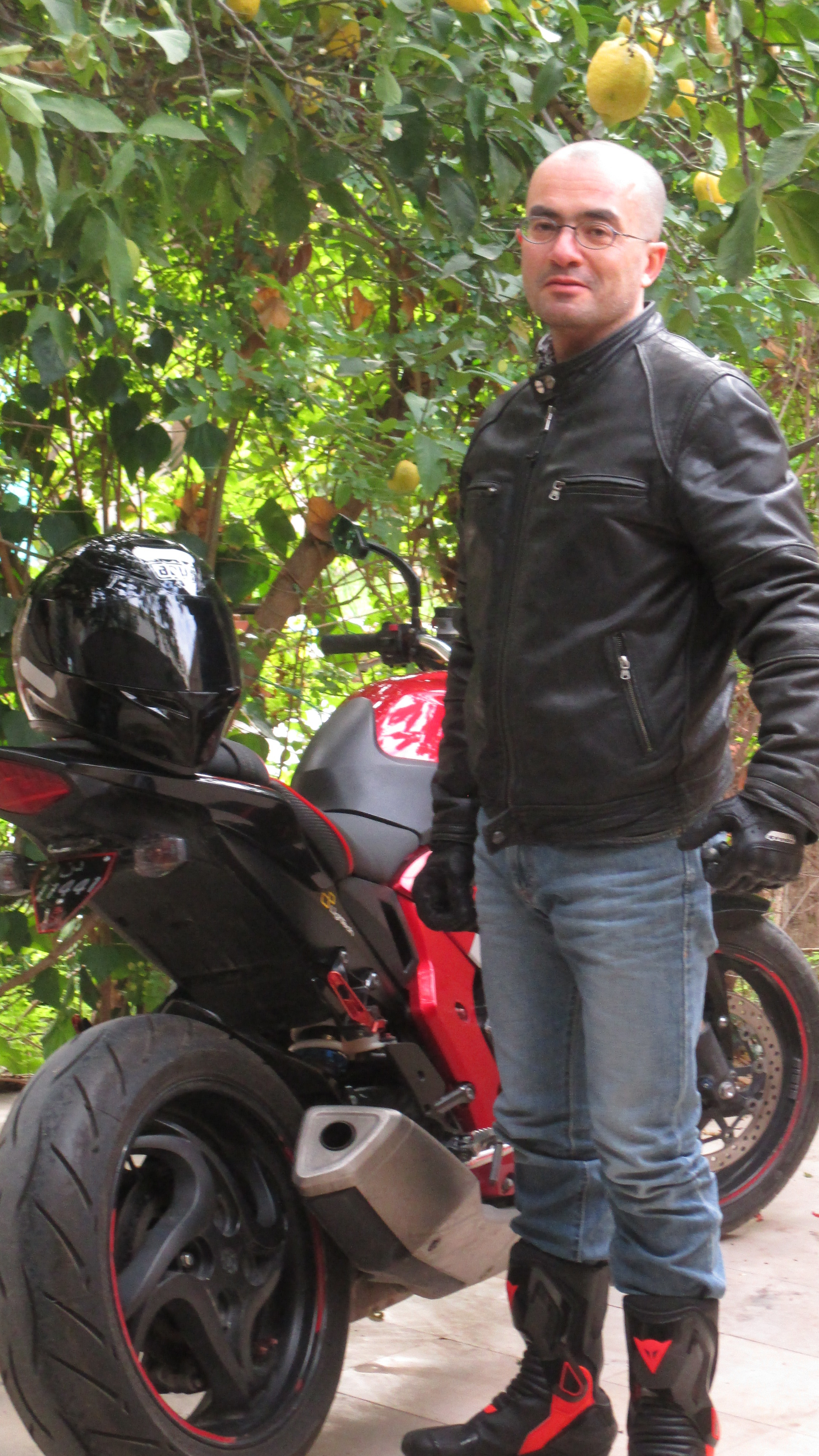
Sofiane Bouhdiba en Andalousie en 2018.

Le professeur Sofiane Bouhdiba est membre de nombreuses associations internationales, telles que l'Association internationale des démographes de langue français (AIDELF), l'American Institute of Maghrebian Studies (AIMS), l'African Studies Centre Community (ASC), le Conseil pour le développement de la recherche en sciences sociales en Afrique (CODESRIA), la Population Association of America (PAA), l'Arab Council for the Social Sciences (ACSS), l'Union des études de la population africaine (UEPA), l'Union internationale pour l'étude scientifique de la population (UIESP) et l'African Studies Association (ASA).
Polyglotte, il intervient essentiellement en français, en anglais, en arabe et en espagnol. Il a réalisé de nombreuses études pour le compte d'organisations internationales, telles que le Fonds des Nations unies pour la population ou l'Organisation internationale pour les migrations, Médecins du monde, le SAMU social ou de programmes comme ONUSIDA. Sofiane Bouhdiba est également très impliqué dans l'action associative, conseillant de nombreuses associations locales, et notamment celles impliquées dans la lutte pour l'équité de genre, l'insertion des jeunes et la défense des droits des minorités. Sofiane Bouhdiba est en outre nommé expert en démographie auprès de l'Assemblée des représentants du peuple.
En démographie, et plus particulièrement dans son domaine de prédilection qu'est la mortalité, Sofiane Bouhdiba défend la thèse qu'il est vain de décrire un processus morbide ou létal si le chercheur ne prend pas la peine de visiter un hôpital, discuter avec l'infirmier, le malade, le mourant. Partager jusque sur le terrain l'émotion des proches des victimes est également un moyen de mieux comprendre la représentation de la mort chez les survivants. Privilégiant systématiquement l'approche qualitative, il a développé des techniques originales de focus group adaptées aux terrains difficiles, qu'il a eu l'occasion d'expérimenter dans les campagnes du Maghreb et dans le bush africain.
Sofiane Bouhdiba a enseigné et effectué des recherches et des études dans pratiquement toutes les régions du monde, mais son terrain de recherche de prédilection reste l'Afrique. Fasciné par la mort, ses travaux le conduisent toujours plus loin dans la compréhension des processus morbides et létaux les plus complexes. Ce rapport constant à la mort lui permet d'avancer des propositions concrètes face aux crises démographiques modernes. C'est ainsi qu'il évoque la quarantaine, mise en pratique durant la pandémie de Covid-19 en 2020.

## Publications

### Livres
- La mortalité urbaine en Tunisie, Tunis, Centre de publication universitaire, 2013, 229 p. (ISBN 978-9973377418).
- Médecin du bled : sur les pas du médecin de colonie dans le Protectorat tunisien (1881-1956), Paris, Éditions L'Harmattan, coll. « Graveurs de mémoire », 2013, 216 p. (ISBN 978-2343003542).
- Gorée, la porte sans retour : la mortalité des captifs à bord des navires négriers, Paris, Éditions L'Harmattan, coll. « Histoire africaine », 2014, 286 p. (ISBN 978-2343027142).
- L'ennemi invisible : histoire de la mortalité sur le champ de bataille, Paris, Pierre de Taillac, coll. « Mémoires, essais, biographies », 2015, 167 p. (ISBN 978-2364450516)[11].
- Pavillon jaune : histoire de la quarantaine, de la peste à Ebola, Paris, Éditions L'Harmattan, coll. « Acteurs de la science », 2016, 234 p. (ISBN 978-2343093574).
- Vieillir en Tunisie, Paris, Éditions L'Harmattan, coll. « Histoire et perspectives méditerranéennes », 2017, 210 p. (ISBN 978-2343121802)[12].
- Dans le sillage des médecins de marine, de l'Antiquité à nos jours, Paris, Éditions L'Harmattan, coll. « Médecine à travers les siècles », 2018, 226 p. (ISBN 978-2343140032).
- Six millions de femmes : femmes et population en Tunisie, Paris, Éditions L'Harmattan, coll. « Histoire et perspectives méditerranéennes », 2018, 232 p. (ISBN 978-2343151519)[13].
- Jeunes de Tunisie, Paris, Éditions L'Harmattan, coll. « Histoire et perspectives méditerranéennes », 2019, 216 p. (ISBN 978-2343170145).
- Le côté obscur de la médecine : médecins mauvais et mauvais médecins, de l'Antiquité à nos jours, Paris, Éditions L'Harmattan, coll. « Acteurs de la science », 2019, 222 p. (ISBN 978-2343178189).
- Mort barbare : histoire des techniques d'exécution abandonnées par la civilisation, Tunis, Latrach, 2020, 271 p. (ISBN 978-9938201482)[14].
- Histoire sociale du café, Tunis, Simpact, 2020.
- De Carthage à Lampedusa : la migration en Tunisie, Paris, Éditions L'Harmattan, coll. « Histoire et perspectives méditerranéennes », 2020, 216 p. (ISBN 978-2343207490)[15].
- Covid 19 : le retour de la peste, Paris, Éditions L'Harmattan, coll. « Sciences et société », 2020, 264 p. (ISBN 978-2343219134)[16].
- Demos : manuel de démographie, Tunis, Faculté des sciences humaines et sociales de Tunis, 2020, 248 p. (ISBN 978-9938440164).
- La mortalité des motards : la mort au guidon, Paris, Éditions L'Harmattan, 2021, 216 p. (ISBN 978-2343236896).
- Abdelwahab Bouhdiba : l'enfant de Kairouan, Paris, Éditions L'Harmattan, 2022, 186 p. (ISBN 978-2343253152)[17].
- Le mariage en Tunisie : entre continuité et rupture, Paris, Éditions L'Harmattan, coll. « Logiques sociales », 2022, 234 p. (ISBN 978-2140270307)[18].
- La chair et la scie : l'amputation, de la Préhistoire à nos jours, Paris, Éditions L'Harmattan, coll. « Acteurs de la science », 2022, 210 p. (ISBN 978-2140307232)[19],[20].
- Le sida en Tunisie : un mal méconnu, Paris, Éditions L'Harmattan, coll. « Histoire et perspectives méditerranéennes », 2023, 214 p. (ISBN 978-2336413730)[21].
- Histoire médico-sociale de l'urine, de l'Antiquité à nos jours, Paris, Éditions L'Harmattan, coll. « Acteurs de la science », 2024, 262 p. (ISBN 978-2336453729)[22].
- La mortalité infantile en Tunisie : histoire, culture, pratiques, Paris, Éditions L'Harmattan, coll. « Histoire et perspectives méditerranéennes », 2024, 194 p. (ISBN 978-2336489827)[23].
- Les chantiers de la mort : la mortalité des ouvriers de l'Antiquité à nos jours, Paris, Éditions L'Harmattan, coll. « Historiques », 2025, 182 p. (ISBN 978-2336489827)[24].

### Contributions à des ouvrages collectifs

#### Français
- « Urbanisation et comportement démographique : le cas de Tunis », dans Projet urbain, Barcelone, Institut catalan de la Méditerranée, 2000.
- « Vivre plus, vivre mieux ? Cas de la Tunisie : incidences de l'allongement de l'espérance de vie sur l'état de santé des personnes âgées », dans Association internationale des démographes de langue française, Vivre plus longtemps, avoir moins d'enfants, quelles implications ?, Paris, Presses universitaires de France, 2002 (ISBN 978-2950935694).
- « Enseignement supérieur, francophonie et développement durable en Afrique du Nord : le cas de Tunis », dans Développement durable : leçons et perspectives, Ouagadougou, Agence intergouvernementale de la Francophonie, 2004.
- « Vieillissement de la population et emploi en Afrique du Nord à l'horizon 2020 », dans Mohamed Saib Musette et Nacer-Eddine Hammouda, La question de l'emploi au Maghreb central, vol. III, Alger, Centre de recherches en économie appliquée pour le développement, coll. « Reflets de l'économie sociale », 2007 (ISBN 978-9961959657).
- « Le Haut Commissariat des Nations unies pour les réfugiés dans les Balkans », dans Alain Parant, Migrations, crises et conflits récents dans les Balkans : colloque international, Belgrade, 27-29 octobre 2005, Vólos, University of Thessaly Press, 2006 (ISBN 978-9608029484).
- « Le système de santé au Maghreb », dans Martyn T. Sama et Vinh-Kim Nguyen (dir.), Governing Health Systems in Africa, Dakar, Conseil pour le développement de la recherche en sciences sociales en Afrique, 2008 (ISBN 978-2869781825).
- « La lutte contre le sida en Afrique du Nord », dans Martyn T. Sama et Vinh-Kim Nguyen (dir.), Governing Health Systems in Africa, Dakar, Conseil pour le développement de la recherche en sciences sociales en Afrique, 2008 (ISBN 978-2869781825).
- « L'homophobie dans l'Islam : mythe ou réalité ? », dans Christophe Bareille (dir.), Homosexualités : révélateur social ?, Mont-Saint-Aignan, Presses universitaires de Rouen et du Havre, 2010 (ISBN 978-2877754842).
- « Mondialisation et systèmes de santé à double vitesse : le cas de la Tunisie », dans Virginie Chasles (dir.), Santé et mondialisation, Lyon, Éditions de l’université Jean-Moulin Lyon-III, 2010 (ISBN 978-2916377865).
- « La représentation du risque routier dans les populations du Sud de la Méditerranée : le cas de la Tunisie urbaine », dans Bernard Cousin, Les sociétés méditerranéennes face au risque : représentations, Le Caire, Institut français d'archéologie orientale, 2010 (ISBN 978-2724705638).
- « La tradition iconographique dans la cartographie arabe », dans Loïc Pierre Guyon et Sylvie Requemora (dir.), Image et voyage : représentations iconographiques du voyage, de la Méditerranée aux Indes orientales et occidentales, de la fin du Moyen âge au XIXe siècle, Aix-en-Provence, Presses universitaires de Provence, 2012 (ISBN 978-2853998215, lire en ligne), p. 13-19.
- « Espace public, espace privé : la dichotomie hôpital public/clinique privée dans le système de santé tunisien », dans Hassan Remaoun et Abdelhamid Hénia, Les espaces publics au Maghreb, Oran, Centre de recherche en anthropologie sociale et culturelle, 2013 (ISBN 978-9961813584).
- « Dégage ! La clameur publique du printemps tunisien », dans Frédéric Chauvaud et Pierre Prétou (dir.), Clameurs publiques et émotions judiciaires, Rennes, Presses universitaires de Rennes, 2013 (ISBN 978-2753528970, lire en ligne), p. 287-295.
- « L'Empire ottoman face au choléra au Maghreb au XIXe siècle », dans The Maghreb and the Western Mediterranean in the Ottoman Era, Istanbul, Research Centre for Islamic History, Art and Culture (en), 2013.
- « Le pèlerinage à la Mecque, une menace épidémique ? Hajj et choléra au XIXe siècle », dans Luc Chantre, Paul d'Hollander et Jérôme Grévy (dir.), Politiques du pèlerinage, du XVIIe siècle à nos jours, Rennes, Presses universitaires de Rennes, 2014 (ISBN 978-2753533301, lire en ligne), p. 101-109.
- « Enseignement supérieur, francophonie et développement : le cas de la Tunisie », dans Michel Simeu Kamdem et Eike W. Schamp (de) (dir.), L'université africaine et sa contribution au développement local : l'exemple du Cameroun, Paris, Éditions Karthala, 2014 (ISBN 978-2811110666).
- « La protection des cités méditerranéennes contre le choléra au XIXe siècle », dans Federica Frediani, The Mediterranean Cities between Myth and Reality, Lugano, Nerbini International, 2014 (ISBN 978-8897351115).
- « La vaccination dans les douars du protectorat tunisien (1881-1956) : un malentendu ? », dans Pascal Hintermeyer, David Le Breton et Gabriele Profita (dir.), Les malentendus culturels dans le domaine de la santé, Nancy, Presses universitaires de Nancy, 2016 (ISBN 978-2814302525).
- « Quand la préservation de l'environnement menace la sécurité alimentaire en Afrique de l'Ouest », dans Innovation, transformation and sustainable futures in Africa, Arlington, American Anthropological Association, 2017.
- « Vieillissement de la population et emploi à l'horizon 2025 : approche comparative entre le Maroc et la Tunisie », dans Karim El Aynaoui et Aomar Ibour, Les enjeux du marché du travail au Maroc, Rabat, Policy Center for the New South, 2018 (ISBN 978-9920352369).
- « Le rituel funéraire en terre d'Islam : tradition et modernité », dans Riadh Ben Rejeb (dir.), Le rituel : de l'anthropologie à la clinique, Paris, Éditions L'Harmattan, coll. « Psycho-Logiques », 2015 (ISBN 978-2343056104).
- « La traduction des portulans arabes : source de création en cartographie », dans Anne Béchard-Léauté, La traduction comme source de création, Lyon, Les Chemins de traverse, coll. « Les Cahiers d'Allhis », 2018 (ISBN 978-2313005859).
- « Le Français à l'école dans la Tunisie post-coloniale : état des lieux et perspectives », dans Yves Denéchère (dir.), Enjeux coloniaux de l'enfance et de la jeunesse : espace francophone (1945-1980), Bruxelles, Peter Lang, 2019 (ISBN 978-2807609150).
- « Aux sources du waad », dans Lydie Bodiou, Frédéric Chauvaud, Ludovic Gaussot, Marie-José Grihom, Laurie Laufer et Beatriz Santos, On tue une femme : le féminicide, histoire et actualités, Paris, Hermann, 2019 (ISBN 979-1037000859).
- « Lazaret et Quarantaine », dans Hassan Remaoun et Ahmed Khouaja (dir.), Les mots au Maghreb : dictionnaire de l'espace public, Oran, Centre de recherche en anthropologie sociale et culturelle, 2019 (ISBN 978-9931598213).
- « Hôpital colonial et prosélytisme médical dans le protectorat tunisien (1881-1956) », dans Yannick Marec (dir.), Hôpital, ville et citoyenneté, Mont-Saint-Aignan, Presses universitaires de Rouen et du Havre, 2021 (ISBN 979-1024015163).
- « La représentation du vin au Maghreb », dans Jean-Michel Monnier, Jean-René Morice, René Siret et Jean-Claude Taddei (dir.), Les cultures du vin, Paris, Éditions L'Harmattan, coll. « Questions alimentaires et gastronomiques », 2022 (ISBN 978-2343196275).
- « Une innovation difficile : la vaccination dans les douars du protectorat tunisien (1881-1956) », dans Yannick Marec (dir.), L'innovation médicale et hospitalière : hier, aujourd'hui, demain, Bordeaux, LEH édition, 2023 (ISBN 978-2848749761).

#### Autres langues
- (en) « Islam and AIDS prevention in Asia », dans Prasenjit Maiti, From negations to negotiations: solving the puzzles of development, New Delhi, Pragun Publication, 2008 (ISBN 978-1441650030).
- (en) « The Pension of the Returning Retired Migrant in the Maghreb: A Development Factor? », dans A study on the Dynamics of Arab Expatriate Communities: Promoting Positive Contributions to Socioeconomic Development and Political Transitions in their Homelands, Le Caire, Organisation internationale pour les migrations/Ligue arabe, 2012.
- (en) « Cosmetic Surgery in Arab Muslim Society: History and Representation », dans Health Related Issues and Islamic Normativity, Hambourg, Université de Hambourg, 2014.
- (en) « Inequities and Democracy: the case of post-revolution Tunisia », dans Inequality, Democracy and Development under Neoliberalism and Beyond, New Delhi, International Development Economics Associates, 2015.
- (pt) « Sida e estigmatização: O caso dos refugiados em África », dans Octávio José Rio do Sacramento et Fernando Bessa Ribeiro, Planeta Sida: diversidade, politicas e respostas sociais, Vila Nova de Famalicão, Húmus, 2016 (ISBN 978-9897552342).

### Articles

#### Français
- « La mortalité infantile : une fatalité ? », Réalités, no 691,‎ 11 mars 1999.
- « La politique tunisienne de lutte contre la mortalité infantile : état des lieux », Revue tunisienne de sciences sociales, no 119,‎ novembre 1999 (ISSN 0035-4333).
- « Chronos : le point de vue du démographe », Madar, no 15,‎ février 2002.
- « La démographie face aux nouvelles technologies », Les Cahiers du CERES, no 1 (hors-série),‎ 2003 (ISSN 1261-8446).
- « Mondialisation et comportements démographiques », Revue tunisienne de sciences sociales, no 122,‎ juin 2002 (ISSN 0035-4333).
- « La physionomie de la ville moderne en Tunisie : approche socio-démographique », Les Cahiers de l'ERCILIS, no 3,‎ janvier 2003.
- « Peur ou pitié ? Peste et exclusion dans le bassin méditerranéen au Moyen Âge », Cahiers du Centre d'histoire médiévale, no 4 « L'exclusion au Moyen Âge »,‎ 2007, p. 71-78 (ISSN 1635-415X).
- « Histoire des causes de décès en milieu urbain en Tunisie entre le début et la fin du XXe siècle », African Population Studies (en), vol. XXVI, no 2,‎ novembre 2012 (ISSN 0850-5780).
- « Biocarburant au nord, famine au sud : un paradoxe du développement durable en Afrique ? », CREMA, vol. 3, no 3,‎ 2016 (ISSN 2351-7735).
- « L'incestus des virgo vestalis : inceste et châtiment dans la Rome antique », Lexsociété,‎ 2023 (ISSN 2823-8613, DOI 10.61953/lex.3328, lire en ligne).
- « Le Français à l'école dans la Tunisie postcoloniale : une indépendance inachevée ? », Lumi, no 4 « L'éducation, une affaire d'État ? »,‎ juillet 2024 (lire en ligne, consulté le 25 juillet 2024).

#### Autres langues
- (de) « Die Bedeutung des Konzeptes Baraka in Städtischen Armenmilieu in Tunesien gestern, heute und morgen », Curare, vol. 29, nos 2-3,‎ 2006, p. 165-171 (ISSN 0344-8622).
- (es) « Unión del Magreb, un caso de regionalismo Sur-Sur », Revista de Ciencia Política, vol. 4, no 7 « Ámbitos de la Biopolítica »,‎ janvier-juillet 2009, p. 113-124 (ISSN 1909-230X, lire en ligne, consulté le 25 juillet 2024).
- (en) « Trans-national Practices and Sanitary Risks in the Red Sea Region: The Case of the Pilgrimage to Mecca », Society for Arabian Studies Monographs, no 8,‎ 2009.
- (en) « The first Arab revolution? The Jasmine revolution », Global South Magazine, vol. VII, no 3,‎ juillet 2011.
- (en) « Trade and expansion of Islam in East Africa », GMOIK, no 43,‎ 2015.
- (en) « Economic Development and Corruption in the Post Revolution Tunisia: Back to the Cycle of Ibn Khaldun », İbn Haldun Çalışmaları Dergisi, vol. 4, no 2,‎ juillet 2019, p. 193-199 (ISSN 2651-379X, DOI 10.36657/ihcd.2019.59).